# Xenodexia ctenolepis
Xenodexia ctenolepis, tên thông thường là Grijalva studfish, là loài cá nước ngọt duy nhất thuộc chi Xenodexia trong họ Cá khổng tước. Loài này được mô tả lần đầu tiên vào năm 1950.

## Từ nguyên
Từ Xenodexia được ghép từ 2 âm tiết trong tiếng Hy Lạp, xenos ("xa lạ") và dexia ("phía bên phải").

## Phân bố và môi trường sống
X. ctenolepis có phạm vi phân bố ở Trung Mỹ. Loài cá này được tìm thấy ở các nhánh thượng lưu của lưu vực sông Usumacinta thuộc Guatemala; và sông Ixcán thuộc bang Chiapas, Mexico. Chúng sống ở vùng nước chảy chậm, cũng như dòng chảy nhanh trong các lạch nước.

## Mô tả
Cá cái của loài X. ctenolepis có chiều dài cơ thể lớn nhất được ghi nhận là 4,5 cm; ở cá đực, chiều dài cơ thể lớn nhất được ghi nhận là 4 cm.